# خوشه پلی‌استیشن ۳

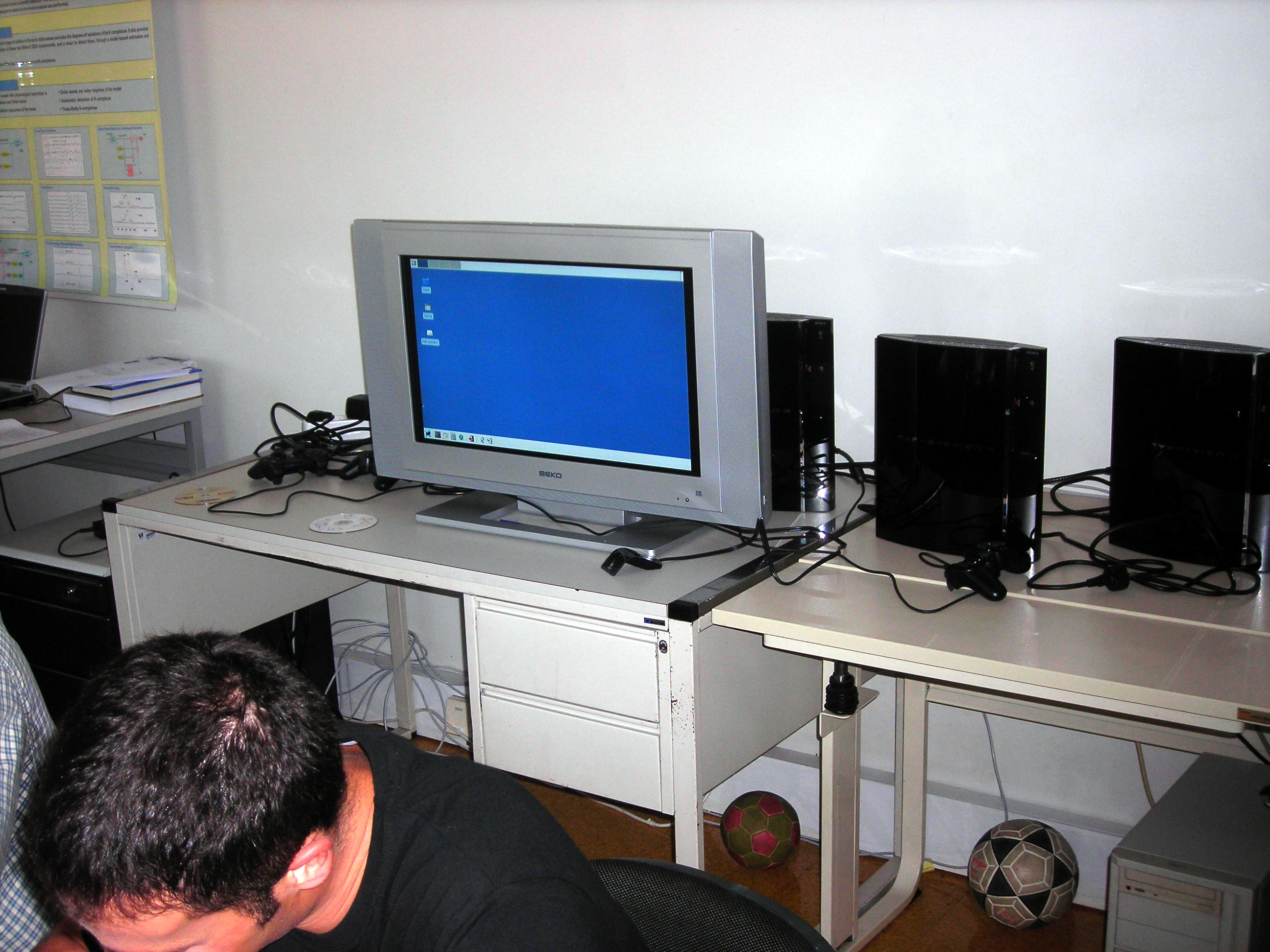
یک خوشهٔ پلی‌استیشن ۳ که یک سیستم عامل لینوکس را اجرا می‌کند.

توانایی قابل توجه پردازندهٔ سل پلی‌استیشن ۳ باعث ایجاد علاقه‌مند برای استفاده کردن چندین پلی‌استیشن ۳ شبکه شده برای کارهای که نیازمند توانایی بالای پردازش ولی بدون هزینهٔ خیلی بالا شده بود. در ۲۸ مارس ۲۰۱۰، سونی اعلام کرد که قابلیت اجرای سایر سیستم‌عامل‌ها را با به‌روزرسانی ۳.۲۱ به دلیل نگرانی‌های امنیتی که این قابلیت به وجود آورده، غیر فعال می‌کند؛ که در نهایت باعث شد انگیزهٔ استفاده از پی‌اس۳ در رایانش خوشه‌ای کم شود.